# 体当りマンハント旅行記
『体当りマンハント旅行記』（たいあたりマンハントりょこうき）は、1961年（昭和36年）に豊原路子が発表した日本の紀行文である。 第二書房編集・発行。1965年（昭和40年）、同社の「ナイト・ブックス」新書に収録するにあたり、『豊原路子の体当りマンハント旅行』（とよはらみちこのたいあたりマンハントりょこう）と改題された。
同作を原作として、1966年（昭和41年）には、糸文弘が監督しオスカープロが製作、ナイト・ブックス版と同名の日本の長篇劇映画が公開された。

## 略歴・概要
満25歳を迎える1958年（昭和33年）に「家嶋芙美子」名義で発表した処女作『銀座のエロス』（東京ライフ社）、 「豊原路子」と改名して翌1959年（昭和34年）に発表した『マンハント』（朱雀社）以来、『体当たり男性論』（第二書房、1960年）、そして本作と、当時豊原は、年1作のペースで単行本を上梓していた。本作は、香港・マカオへの旅行をテーマにしたものである。
その後、アメリカ合衆国等への旅行をテーマにした『出たとこ勝負 私の世界マンユウ記』（東京文芸社）を1965年（昭和40年）に発表、第二書房の伊藤文學が立ち上げた新書シリーズ「ナイト・ブックス」に同年、『体当たり男性論』とともに再録されるにあたり、『豊原路子の体当りマンハント旅行』と改題した。

## ビブリオグラフィ
- 『体当りマンハント旅行記』、豊原路子、第二書房、1961年8月、総ページ数195ページ[1]
- 『豊原路子の体当りマンハント旅行』、豊原路子、ナイト・ブックス、第二書房、1965年[2]

## 映画
『豊原路子の体当りマンハント旅行』（とよはらみちこのたいあたりマンハントりょこう）は、豊原路子の発表した同名の紀行文を原作として、1966年（昭和41年）に糸文弘が監督しオスカープロが製作した日本の長篇劇映画である。豊原本人が主演した。当時の「映画倫理管理委員会」（新映倫、現在の映画倫理委員会）は本作を成人映画に指定し、18歳未満の鑑賞を制限した。映倫審査時のタイトルは『体当りマンハント旅行』。
香港・マカオを舞台にした原作と異なり、横浜、静岡、浜松、京都、大阪、神戸でロケーション撮影を行い、同作には作家の田中小実昌も出演している。田中の出番は静岡ロケで終了のはずだったが、クランクアップまで撮影に同行したという。製作者（出資者）は、京都・千本中立売にある千中ミュージック（かつての千中劇場）の社長で、大阪のストリップ劇場の社長も製作に協力した。ストリップ演出家の深井俊彦も本作の製作に関わったという。
2012年（平成24年）6月現在、配給元が不明であり、東京国立近代美術館フィルムセンターにも本作の上映用プリントは所蔵されておらず、現存の確認が出来ていない作品である。

### キャスト
- 豊原路子
- 横浜マコ
- 南条ユカ
- 田中小実昌 - トルコ風呂のマネージャー

### 作品データ・スタッフ
- 製作 : オスカープロ
- 監督 : 糸文弘 [9]
- 原作 : 豊原路子
- 上映時間 （巻数 / メートル） : 73分 （8巻 / 2,002メートル）[5]
- フォーマット : 白黒映画 - スタンダードサイズ（1.37:1） - 24fps - モノラル録音
- 映倫番号 : 不明 （1966年2月、成人映画指定）[4]
- 公開日 :  日本 1966年3月[5]
- 配給 :  不明